# (4123) Tarsila
(4123) Tarsila ist ein Asteroid des Hauptgürtels, der am 27. August 1986 vom belgischen Astronomen Henri Debehogne am La-Silla-Observatorium der Europäischen Südsternwarte (IAU-Code 809) in Chile entdeckt wurde.
Der Asteroid ist Mitglied der Koronis-Familie, einer Gruppe von Asteroiden, die nach (158) Koronis benannt ist.
(4123) Tarsila ist nach der brasilianischen Malerin Tarsila do Amaral (1886–1973) benannt.